# Alfredo Yabrán
Alfredo Enrique Nallib Yabrán (geboren am 1. November 1944 in Larroque; gestorben am 20. Mai 1998 auf der Estancia San Ignacio bei Gualeguaychú, beide Orte in Argentiniens Provinz Entre Ríos) war ein argentinischer Unternehmer. Bekannt wurde er durch seinen Disput mit Argentiniens Wirtschaftsminister Domingo Cavallo und seine Verstrickung in die Ermordung des Reporters José Luis Cabezas.

## Leben

### Beruflicher Aufstieg
1944 in der ostargentinischen Provinz Entre Ríos geboren, zog Alfredo Yabrán in den frühen 60er Jahren in die argentinische Hauptstadt Buenos Aires um. Dort betätigte er sich als Unternehmer in den Wirtschaftszweigen Sicherheit und Bankgewerbe. Bereits in den 1970er Jahren gehörte er ferner zu den Hauptaktionären des Postunternehmens Organización Coordinadora Argentina SA, was ihm den Spitznamen „El Cartero“ (spanisch für „Der Briefträger“) eintrug. Gegen Ende der Amtsperiode des Staatspräsidenten Raúl Alfonsín um 1989 wurde er im Bereich des argentinischen Flughafensicherheitsdienstes unternehmerisch tätig.

### Disput mit Domingo Cavallo
In einer Rede vor dem argentinischen Kongress beschuldigte der damalige peronistische Wirtschaftsminister Domingo Cavallo (PJ) Yabrán, „eine Art Mafioso“ zu sein und diesbezüglich Schutz von Politikern und Juristen zu genießen. Der Kern der Beschuldigungen bestand darin, Yabrán benutze sein legales Netzwerk aus Transport- und Sicherheitsunternehmen, um seinen illegalen Drogen- und Waffenhandel zu tarnen oder zu betreiben beziehungsweise Geldwäsche auszuüben.
Yabrán selbst gab an, nur wenige Unternehmen von geringer Bedeutung zu besitzen, wurde aber von Cavallo bezichtigt, über Strohmänner mehr und größere Unternehmen zu betreiben, darunter die Postfirma Oca und das Logistikunternehmen Villalonga Furlong. Diese Betriebe wurden daraufhin für 605 Millionen US$ an die Holding Grupo Exxel verkauft. Exxel bestreitet, dass es sich bei deren Verkäufer um Yabrán gehandelt habe.

### Mordfall Cabezas und Suizid
Yabrán pflegte nicht öffentlich aufzutreten und sich nur durch Pressesprecher mitzuteilen, so dass trotz seiner Bekanntheit in den Medien keine Fotos von ihm kursierten. Erst im Februar 1996 gelang es dem Reporter José Luis Cabezas, der verkleidet für die Zeitschrift Noticias arbeitete, den Unternehmer am Badestrand von Pinamar in der Provinz Buenos Aires zu fotografieren. Am 3. März 1996 wurden die Fotos in Noticias veröffentlicht; am 15. Januar 1997 wurde Cabezas, als er sich erneut in Pinamar aufhielt, entführt und erschossen.
Nach dem Tod Cabezas’ gerieten Personen aus Yabráns persönlichem Umfeld in den Verdacht, in den Mord verwickelt zu sein. Dadurch sah sich Yabrán genötigt, erstmals öffentlich sichtbar aufzutreten und zu bestreiten, den Mord aus Wut über die Enttarnung durch Cabezas angestiftet zu haben. Am 15. Mai 1998 wurde ein Haftbefehl gegen Yabrán erlassen. Darauf tauchte er unter, bis er fünf Tage später auf seinem Anwesen bei Gualeguaychú aufgespürt wurde. Von der Polizei in die Enge getrieben beging er Suizid durch einen Schuss aus seiner Schrotflinte.

## Nach Yabráns Tod

### Familie
Mit Stand vom Januar 2009 lebten die Hinterbliebenen Yabráns zurückgezogen in Uruguays Hauptstadt Montevideo und sollten über ein Gesamtvermögen in Höhe von etwa einer Milliarde US$ verfügen. Dort betreibt die Familie eine Investmentgesellschaft im World Trade Center Montevideo.

### Yabrán in der Populärkultur
Der Fall Yabrán fand Eingang in die Populärkultur Argentiniens. Seit seinem Tod kursiert in Argentinien die moderne Sage, er habe seinen Suizid nur inszeniert, um der Festnahme zu entgehen und unterzutauchen. Auf in Argentinien verkauften T-Shirts stand die Parole „Yabrán it’s alive“ (sic; fehlerhaftes Englisch für „Yabrán [es] ist am Leben“). 2008 startete die Fernsehserie Vidas Robadas (spanisch für „Geraubte Leben“) mit deutlichen Parallelen zu dieser Legende.
Selbige beruht auf der falschen Annahme, die Lauf- und Armlänge hätten die Flinte für den tödlichen Kopfschuss unbrauchbar gemacht, und auf der Tatsache, dass Yabráns Gesicht durch den Schuss bis zur Unerkenntlichkeit zerstört worden war. Stichhaltige Anhaltspunkte für die behauptete Flucht oder eine Ermordung Yabráns existieren nicht; eine Yabrán zugeschriebene Überweisung in den USA im Jahr 2002 wird von den Ermittlungsbehörden als ein Überweisungsbetrug mit Unterschriftsfälschung angesehen.